# Petrell de la Reunió
El petrell de Reunió (Pseudobulweria aterrima) és un ocell marí de la família dels procel·làrids (Procellariidae) conegut per uns pocs exemplars. Cria a l'illa de Reunió, a l'oceà Índic.